# Tachina fischeri
Tachina fischeri är en tvåvingeart som beskrevs av Gimmerthal 1834. Tachina fischeri ingår i släktet Tachina och familjen parasitflugor.
Artens utbredningsområde är Lettland. Inga underarter finns listade i Catalogue of Life.